# Palazzuolo sul Senio
Palazzuolo sul Senio (tên trước đây Palazzolo di Romagna; Romagnolo: Palazol) là một đô thị ở tỉnh Firenze trong vùng Toscana, tọa lạc khoảng 45 km về phía đông bắc của Florence.

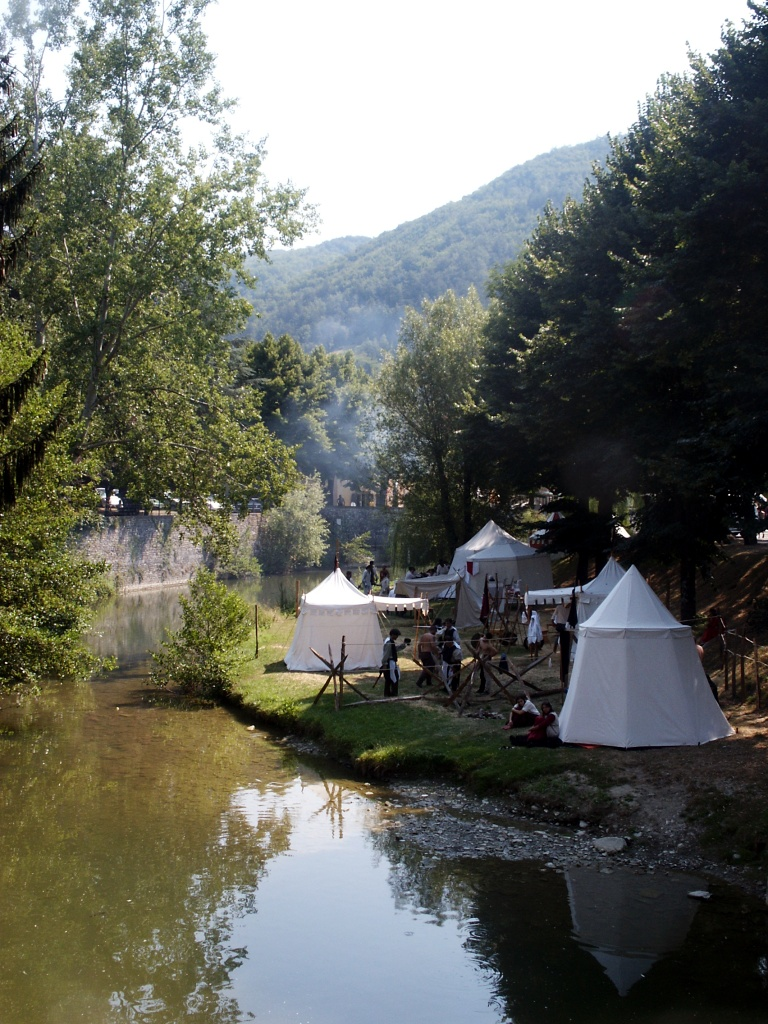
một festival ở Palazzuolo.

Palazzuolo sul Senio giáp các đô thị sau: Borgo San Lorenzo, Brisighella, Casola Valsenio, Castel del Rio, Firenzuola, Marradi.